# مارتن بوتشان
مارتن بوتشان (بالإنجليزية: Martin Buchan)‏ هو مدرب كرة قدم ولاعب كرة قدم بريطاني، ولد في 6 مارس 1949 في أبردين في المملكة المتحدة. شارك مع منتخب اسكتلندا لكرة القدم. أما مع النوادي، فقد لعب مع أولدهام أثلتيك ومانشستر يونايتد ونادي أبردين.

## مسيرته الكروية
لعب مارتن بوتشان خلال مسيرته الاحترافية مع 3 أندية في عشرون موسمًا وسجل خلالها 13 هدفًا ضمن 537 مباراة. حيث فاز في ثلاثة مواسم بالكأس ولم يفز بأي دوري.
خاض مارتن بوتشان مسيرته مع نادي أبردين في موسم 1966–67 ليلعب معه ستة مواسم، مشاركًا في 133 مباراة سجل خلالها 9 أهداف. ثم انتقل إلى نادي مانشستر يونايتد في موسم 1971–72 ليلعب معه اثنا عشر موسمًا، حيث شارك في 376 مباراة سجل خلالها 4 أهداف. لينتقل بعدها إلى نادي أولدهام أثلتيك في موسم 1983–84 ولمدة موسمين، مشاركًا في 28 مباراة ولم يسجل أي هدف.

## وصلات خارجية
- مارتن بوتشان على موقع قاعدة بيانات كرة القدم.إي يو (الإنجليزية)
- مارتن بوتشان على موقع ناشيونال فوتبول تيمز (الإنجليزية)
- مارتن بوتشان على موقع عالم كرة القدم.نت (الإنجليزية)